# Дибченко Ігор Васильович
Ігор Васильович Дибченко (15 липня 1960, Сталіно, УРСР — 11 квітня 2022) — радянський та український футболіст, тренер, виступав на позиції півзахисника.

## Життєпис
На дорослому рівні розпочинав виступати в складі донецького «Шахтаря». У 1978 році вперше внесений до заявки клубу, але за основну команду тоді не зіграв. У 1981 році повернувся в «Шахтар» і 23 липня 1981 року дебютував у вищій лізі в матчі проти «Дніпра», замінивши на 85-й хвилині Миколу Федоренка. Своїм першим голом відзначився у другому матчі, 4 серпня 1981 року в ворота «Чорноморця». Всього в другій половині 1981 року провів 15 матчів та відзначився 2 голами у вищій лізі. Продовжував грати за основу «Шахтаря» навесні 1982 року, потім втратив місце в складі клубу і в наступні роки виходив на поле вкрай рідко. Всього за неповних шість сезонів відіграв за донецький клуб у вищій лізі 30 матчів та відзначився 4 голами, а також 7 матчів і 1 гол у Кубку СРСР.
У 1986 році частину сезону виступав у другій лізі за «Таврію», у 1987-1988 роках — за «Шахтар» (Горлівка), а в 1990 році — за «Кривбас». Також у другій половині 1980-х і на початку 1990-х років грав за команди першості КФК.
Після розпаду СРСР провів один сезон у другій лізі України за «Канатник» (Харцизьк), потім знову грав на аматорському рівні.
Працював тренером і головним тренером «Шахтаря-3». З 2006 року протягом понад 10 років очолював селекційну службу «Шахтаря».